# Karel Glaser

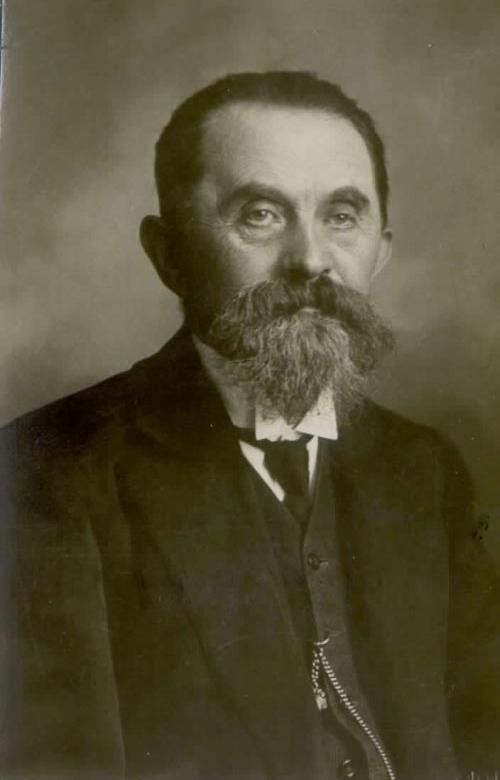
Karel Glaser 1913.

Karel (eller Karol) Glaser (eller Glazer), född den 3 februari 1845 nära Marburg, död där den 18 juli 1913, var en slovenisk lärd.
Glaser, som var lektor i Trieste, översatte till tyska fornindiska arbeten ("Rigveda", 1885, och "Pârvatîs Hochzeit", 1886) och till slovenska Shakespeares Romeo och Julia samt författade en värdefull slovensk bibliografi och litteraturhistoria från äldsta tid till 1848, Zgodovina slovenskega slovstva (2 delar, 1894–1895).